# Haiti
Haiti, Republika Haiti (fr. Haïti, République d’Haïti; hait. Ayiti, Repiblik Ayiti) – państwo w Ameryce Środkowej, na Karaibach, zajmujące zachodnią część wyspy Haiti, w archipelagu Wielkich Antyli, którą dzieli z Dominikaną. Na zachodzie i południu otoczone jest przez Morze Karaibskie, a na północy przez Ocean Atlantycki. Powierzchnia kraju wynosi 27 750 km², a liczba ludności – 11 198 240 (2021). Stolicą i największym miastem jest Port-au-Prince.
Haiti to republika z systemem półprezydenckim. Językami urzędowymi są francuski i kreolski haitański. Dawna kolonia francuska, Haiti uzyskało niepodległość w 1804 roku, jako drugie (po Stanach Zjednoczonych) do dziś istniejące państwo w Ameryce. Lata 1957–1986 były okresem dyktatury François „Papa Doc” Duvaliera, a następnie jego syna Jean-Claude'a „Baby Doc” Duvaliera.
Haiti jest najuboższym krajem półkuli zachodniej. Do głównych czynników utrudniających rozwój należą wysoki poziom korupcji, niestabilna sytuacja polityczna oraz podatność na klęski żywiołowe, w tym huragany oraz katastrofalne trzęsienia ziemi, jak to z 2010 roku.

## Geografia
Państwo Haiti zajmuje zachodnią część wyspy Haiti dawniej zwanej Hispaniolą (w innych językach nazwa ta utrzymuje się do dziś), a także kilkadziesiąt mniejszych i większych wysp na Morzu Karaibskim (m.in. Tortuga i Gonâve). Haiti leży w strefie aktywnej sejsmicznie. Od czerwca do listopada występuje również zagrożenie huraganami.
Powierzchnia górzysta z niewielkimi nadmorskimi równinami. Wschodnią i środkową część kraju tworzy obszerny płaskowyż. Jeszcze w 1925 roku kraj był bujnie zalesiony (lasy pokrywały wówczas ok. 60% powierzchni kraju), jednak na skutek bardzo niestabilnej sytuacji politycznej i równie złej sytuacji gospodarczej, w kolejnych dziesięcioleciach zniszczono niemal 95% drzewostanu. Efektem jest postępujące jałowienie i erozja gleby, co przyczynia się także do katastrofalnych powodzi, takich jak np. z 27 września 2004 roku, kiedy to w wyniku tropikalnego huraganu Jeanne, który uderzył w północne wybrzeże kraju, zginęło ponad 3 tys. osób.

## Historia
W XV wieku wyspę zamieszkiwali Karaibowie oraz Arawakowie. W 1492 roku wyspę odkrył dla Europy Krzysztof Kolumb. Wyspa pod nazwą Hispaniola weszła w skład imperium kolonialnego Hiszpanii. W przeciągu XVI wieku niemal całkowitemu wyniszczeniu uległa ludność autochtoniczna. Zachodnia część wyspy uległa penetracji francuskich piratów, którzy w 1644 roku założyli Port-de-Paix. W 1697 roku na mocy traktatu z Rijswijk, część wyspy na której znajduje się obecne Haiti przeszła we francuskie władanie jako Saint-Domingue. W XVIII wieku francuska administracja kolonialna przeżywała rozkwit — rozwinęły się uprawy trzciny cukrowej, kawy, bawełny i indygowca. Do pracy sprowadzono niewolników z Afryki, którzy pod koniec wieku stanowili większość mieszkańców.

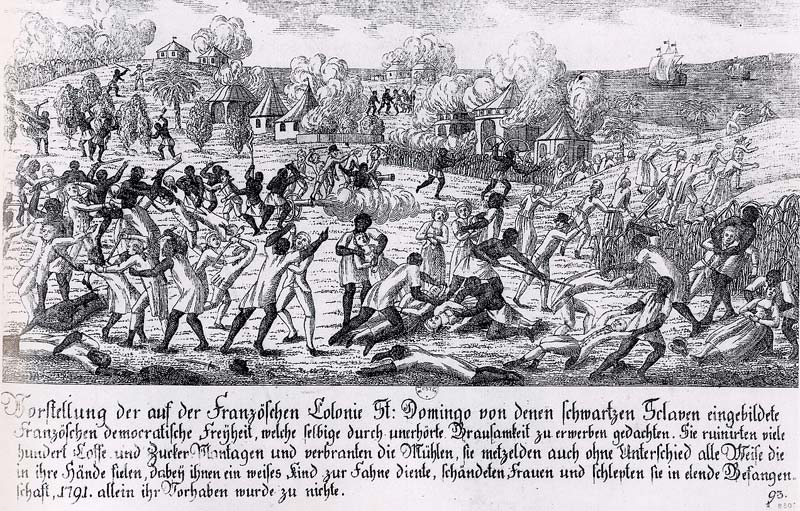
W 1791 roku w Haiti rozpoczęło się powstanie czarnych niewolników

W 1791 roku wybuchło niewolnicze powstanie (rewolucja haitańska) pod wodzą kapłana voodoo. Przywódców niewolników, w tym Toussainta Louverture’a, wspierali Hiszpanie. W 1793 roku zniesiono niewolnictwo. W 1794 roku Toussaint ze swoimi powstańcami przeszedł na stronę Francji, a po okresie walk wewnętrznych i zwycięstwie nad interwencyjnymi armiami hiszpańskimi (1796) i brytyjskimi (1798), proklamował w 1801 roku konstytucję Saint-Domingue. Część wyspy stała się autonomicznym państwem sprzymierzonym z Francją. Niepodległościowe starania rządu autonomii sprowokowały zbrojną interwencję francuską (z wykorzystaniem Legionów Polskich). Toussainta rządzącego jako gubernatora obalono, a Francuzi zaczęli przywracać dawne porządki. W 1802 roku wybuchło kolejne powstanie, które przerodziło się w wojnę o niepodległość. Na czele rebeliantów stanął Jean-Jacques Dessalines, który zyskał przychylność zarówno ludności murzyńskiej jak i Mulatów. Dowodzona przez niego armia pokonała wojska francuskie.
1 stycznia 1804 roku proklamowano niepodległość Saint-Domingue jako Haiti. Dessalines ogłosił się cesarzem i bezskutecznie próbował zająć wschodnią część Hispanioli. Wewnątrz Haiti doszło do konfliktu pomiędzy Murzynami a Mulatami. W trakcie buntu mulackich właścicieli ziemskich w 1806 roku cesarz został zamordowany. Po śmierci Dessalinesa na północy powstało Państwo Haiti (od 1811 Królestwo Haiti) rządzone przez Henriego Christophera (król Henryk I) i wojskowo-ziemiańskie elity Murzynów. Na południu i zachodzie z kolei funkcjonowała mulacka Republika Haiti (urząd prezydenta sprawowali kolejno Alexandre Pétion i Jean-Pierre Boyer). W 1820 roku, po buncie wojska i arystokracji w Królestwie Haiti połączonym z samobójstwem króla Henryka I, Boyer zjednoczył Haiti. W 1822 roku zajął nadto wschodnią Hispaniolę (obecna Dominikana). Francja uznała niepodległość kraju w zamian za wysokie odszkodowania dla byłych ziemian. Konieczność spłaty odszkodowań skłoniła prezydenta Boyera do przywrócenia wpółniewolniczego systemu wielkoplantacyjnego - spotkało to się z powszechną dezaprobatą społeczną. W całym Haiti wybuchły antyrządowe zamieszki, w efekcie których zniesiono reformy prezydenta. Od tego czasu w kraju utrwaliła się drobnotowarowa gospodarka chłopska.
W 1844 roku od Haiti politycznie odłączyła się Dominikana. Dwa lata później prezydentem został generał Faustin Soulouque (od 1849 roku cesarz Faustyn I). Oparł on swoje rządy na elitach murzyńskich. Jego zbrojne próby przyłączenia Dominikany doprowadziły do osłabienia państwa. Po obaleniu Soulouque w 1859 roku, przywrócono republikę. Kraj sparaliżowała anarchia i konflikty polityczno-rasowe. Nieciekawa była również sytuacja gospodarcza, kraj pozostawał uzależniony od obcych kapitałów. Chaos utrzymywał się do 1915 roku. W 1915 roku wojska amerykańskie zbrojnie zajęły kraj (pod pretekstem zabezpieczenia spłat haitańskiego zadłużenia). Do 1934 roku kraj pozostawał pod okupacją Stanów Zjednoczonych. Po wycofaniu się amerykańskiej armii władza należała głównie do mulackich elit zarządzających krajem w dyktatorski sposób.
Wybory prezydenckie w 1957 roku wygrał nacjonalista, François Duvalier. Rządził on w dyktatorski sposób, tłamsił opozycję, a rządy oparł na działaniach służb Tonton Macoute. Po jego śmierci w 1971 roku, urząd prezydenta objął jego syn, Jean-Claude kontynuujący autorytarne rządy. Jean-Claude Duvalier ustąpił ze stanowiska i zbiegł z kraju po masowych zamieszkach z 1986 roku. Władzę w kraju objęło wojsko. W 1987 roku wprowadzona została nowa konstytucja. W 1990 roku odbyły się demokratyczne wybory prezydenckie zakończone zwycięstwem kandydata lewicy Jean-Bertranda Aristide. Nowo obrany prezydent został w 1991 roku obalony przez wojskowy zamach stanu. W trakcie rządów junty nasiliła się emigracja Haitańczyków do USA i Dominikany. W 1994 roku junta oddała władzę po pokojowej interwencji sił ONZ. Na stanowisko prezydenta powrócił Aristide. W 1995 roku wybory prezydenckie wygrał René Préval. W 2001 roku na urząd prezydenta po wyborczym sukcesie powrócił Aristide. W lutym 2004, po wielodniowych zamieszkach, obalono prezydenta Aristide'a. W 2006 roku do władzy powrócił Préval. W 2010 roku kraj nawiedziło duże trzęsienie ziemi.

## Ustrój polityczny
Haiti jest republiką z prezydentem wybieranym w głosowaniu powszechnym. Według powszechnych ocen rządy w Haiti rzadko sprawowane były jednak w demokratyczny sposób, ponieważ kolejni prezydenci często stosowali autorytarne metody. Aktualnie obowiązująca konstytucja, wzorowana na francuskiej i amerykańskiej, została wprowadzona w 1987 roku, kiedy prezydentem był Leslie Manigat. W późniejszym okresie była czasowo zawieszana i dopiero w 1994 roku została wprowadzona na nowo.

## Gospodarka

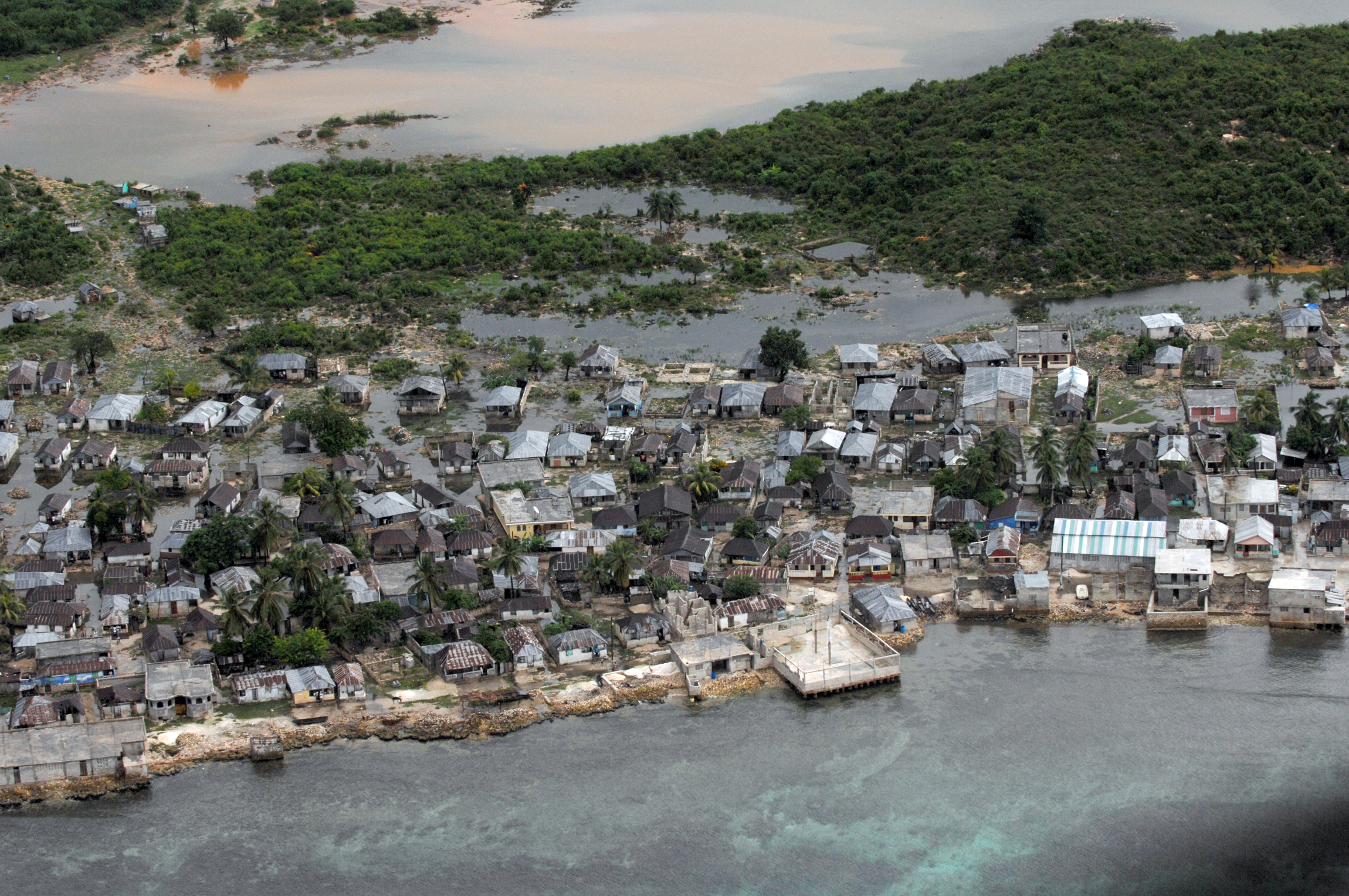
Jedna z biednych dzielnic Port-au-Prince we wrześniu 2008

Haiti jest najbiedniejszym krajem zachodniej półkuli i jednym z najbiedniejszych na świecie. Badania porównawcze wskazują na nieustannie pogarszające się od lat 80. XX w. wskaźniki społeczne i gospodarcze. Kraj zajmuje obecnie 153. miejsce na 177 możliwych w prowadzonym przez ONZ wskaźniku rozwoju państw świata.
Około 80% społeczeństwa żyje w skrajnej biedzie. Niemal 70% pracuje w rolnictwie, przy czym większość zaangażowana jest w małych przydomowych gospodarstwach, zatrudniających ogółem niemal dwie trzecie aktywnej siły roboczej.

## Demografia

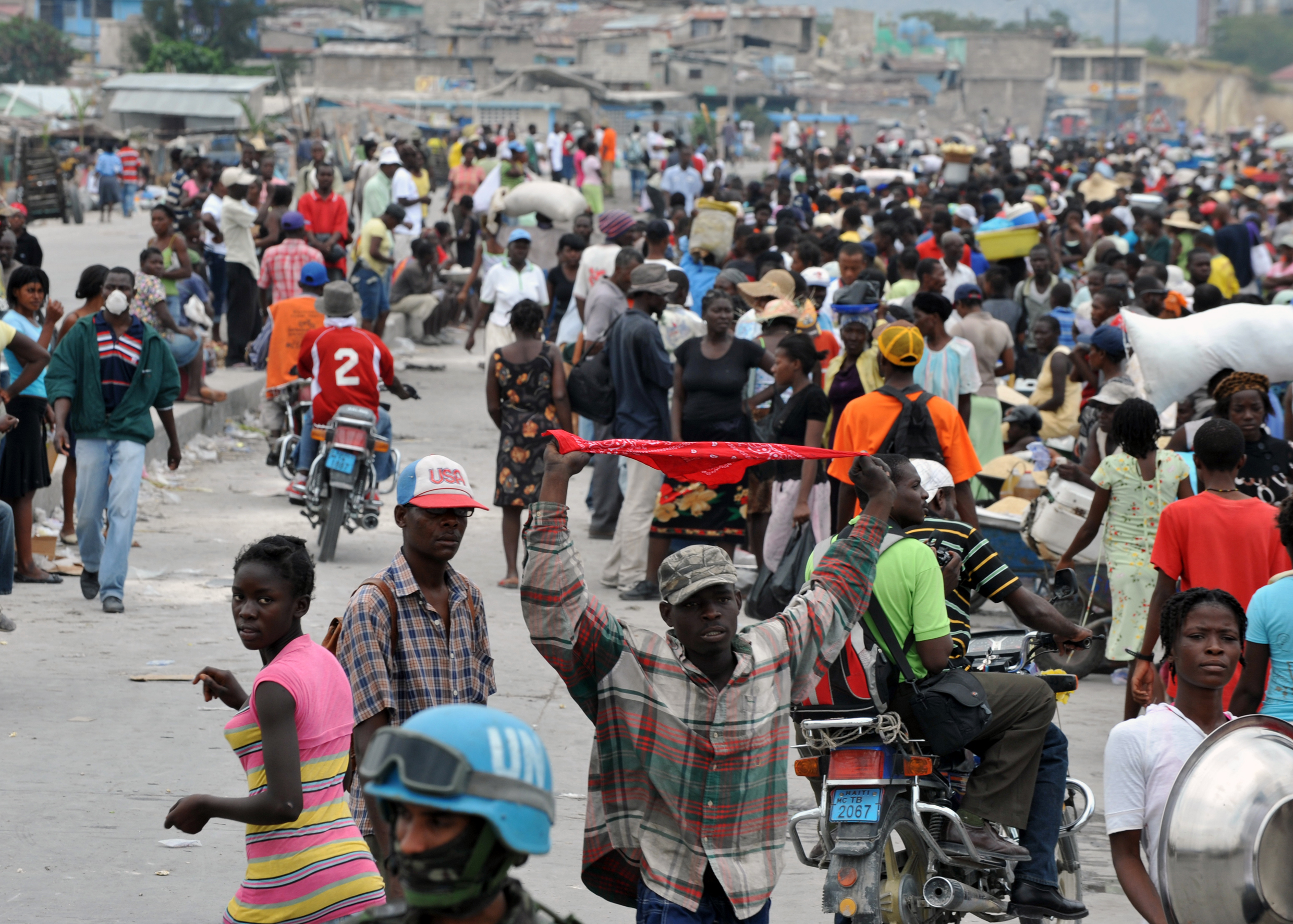
Port-au-Prince

Według szacunków Organizacji Narodów Zjednoczonych populacja Haiti liczyła w 2011 roku 11,1 miliona osób, w tym połowa z nich była młodsza niż 20 lat. W 1950 r., w pierwszym formalnym spisie powszechnym, liczba ludności wynosiła 3,1 miliona.
Większość obecnych Haitańczyków jest czarnoskóra (około 95%). Reszta to przede wszystkim Mulaci i biali (około 5%).

## Języki
Głównymi językami Haiti są język haitański oraz język francuski, przy czym francuski jest językiem kultury oraz edukacji i jako taki ma wyższy prestiż społeczny. Rola haitańskiego rośnie jednak z roku na rok, ponieważ przez wielu Haitańczyków odbierany jest jako element własnej tożsamości. Wyłącznie religijne znaczenie (dla wyznawców voodoo) ma język langaj.

## Religia
Struktura religijna kraju:
- katolicyzm – 54,7%

- protestantyzm – 28,5% (gł. zielonoświątkowcy, baptyści i adwentyści dnia siódmego)

- voodoo – 2,1% (oficjalnie)
- pozostali – 4,6%

- bezwyznaniowcy – 10,2%

Liczba wyznawców voodoo pozostaje zaniżona. W rzeczywistości voodoo praktykowane jest w dużym stopniu przez wyznawców innych religii (głównie katolików). W 2003 roku wyznanie to stało się religią państwową.

## Kultura
Literatura haitańska tworzona jest głównie w języku francuskim, choć z roku na rok wzrasta znaczenie literatury tworzonej w języku haitańskim. Do twórców, którzy zdobyli sobie największe uznanie, także międzynarodowe, należą m.in. René Depestre (którego książka Hadriana moich marzeń przetłumaczona została także na język polski), Dany Laferrière (także tłumaczony na polski), Jean Price-Mars, Jacques Roumain, Frankétienne oraz Edwidge Danticat. Szczególne piętno na kulturze, obyczajach i mentalności współczesnych Haitańczyków odcisnęły wierzenia ich rdzennych przodków. 
Zobacz też
- Haitańskie Siły Powietrzne
- Prawa człowieka w Haiti